# Marignane
Marignane là một xã ở tỉnh Bouches-du-Rhône, thuộc vùng Provence-Alpes-Côte d'Azur ở miền nam nước Pháp.

## Thành phố kết nghĩa
- Wolfsburg, Đức
- Figueres, Catalonia, Tây Ban Nha
- Göd, Hungary
- Slanic Prahova, România